# Vaths
Vaths (francès Bax) és un municipi francès del department de l'Alta Garona, a la regió Occitània.
Municipi situat a 54 km al sud de Tolosa i a 36 km al sud de Muret, a la zona de Volvestre.